# (6191) Eades
(6191) Eades est un astéroïde de la ceinture principale.

## Description
(6191) Eades est un astéroïde de la ceinture principale. Il fut découvert le 22 novembre 1989 à Stakenbridge par Brian G. W. Manning. Il présente une orbite caractérisée par un demi-grand axe de 2,99 UA, une excentricité de 0,12 et une inclinaison de 10,2° par rapport à l'écliptique.

## Compléments